# Metropolitan College of New York

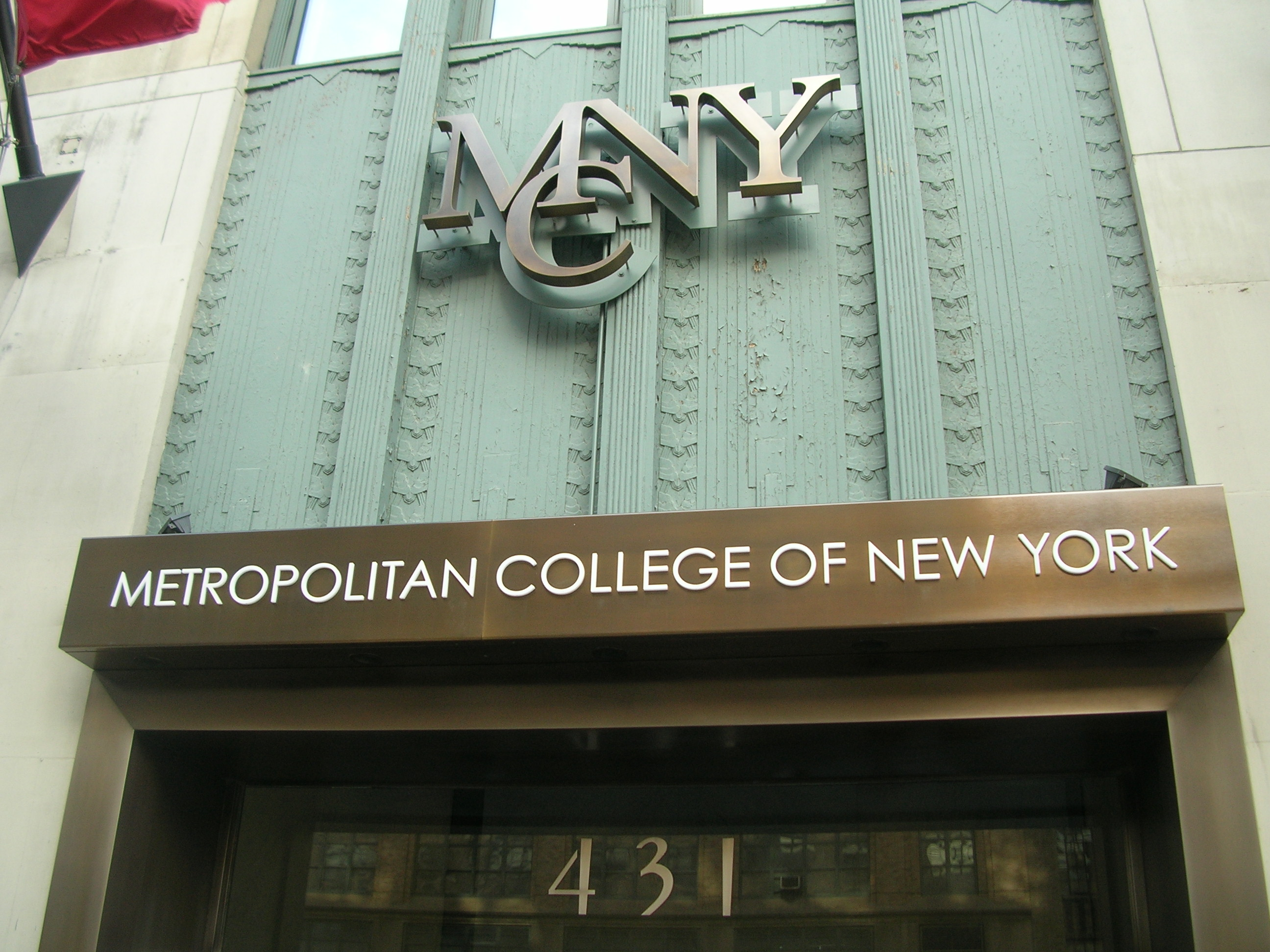
Metropolitan College of New York

Le Metropolitan College of New York est un établissement d'enseignement supérieur de la ville de New York dont les locaux sont situés sur Canal Street dans l'arrondissement de Manhattan.

## Présentation
Après une réorganisation complète achevée en 2007, l'établissement a repris ses activités autour de deux écoles : l'Audrey Cohen School for Human Services and Education (école d'enseignement et de services à la personne) et la School for Management (école de gestion).